# Draconarius hui
Draconarius hui är en spindelart som först beskrevs av Pakawin Dankittipakul och Wang 2003.  Draconarius hui ingår i släktet Draconarius och familjen mörkerspindlar. Inga underarter finns listade i Catalogue of Life.